# تگلا لوروپه
تگلا لوروپه (انگلیسی: Tegla Loroupe؛ زادهٔ ۹ مهٔ ۱۹۷۳) دونده زن دو استقامت اهل کنیا است.